# 気ままにWALKIN'
『気ままにWALKIN'』（きままにウォーキン）は、近藤真彦の31作目のシングル。1990年4月8日に発売された。発売元はCBS/SONY RECORDSである。
再録音版が1か月後に『気ままにWALKIN'-One Step At A Time-』のタイトルで32枚目のシングルとして発売されている。これについては後述する。

## 収録曲（オリジナル版）
1. 気ままにWALKIN'
作詞：森浩美／作曲：真野響一郎／編曲：船山基紀
2. 気ままにWORKIN'
作詞・作曲：歌川和彦／編曲：白井良明

## 気ままにWALKIN'-One Step At A Time-
『気ままにWALKIN'-One Step At A Time-』（きままにウォーキン ワン・ステップ・アット・ア・タイム）は、1990年5月5日にシングル発売された。発売元は同じくCBS/SONY RECORDSである。
本作は、『国際花と緑の博覧会』ソング・フォー・チルドレン・テーマ曲として再録音した、「気ままにWALKIN'」の別バージョンである。
テレビ朝日系『ミュージックステーション』出演時には、ジャケット写真の子供たちと共演して本作を披露した。

### 収録曲（One Step At A Time）
- 共に、作詞：森浩美／作曲：真野響一郎／編曲：服部克久

1. 気ままにWALKIN' -One Step At A Time- [Song For Children]
2. 気ままにWALKIN' -One Step At A Time- [Song For Duet]